# Racjonowanie kredytów
Racjonowanie kredytów – ograniczenie sposobami administracyjnymi wzrostu podstawowego źródła pieniądza, czyli wzrostu kredytów bankowych i innych instytucji finansowych.
Racjonowanie kredytów ma sens kiedy inflacja jest relatywnie wysoka a przedsiębiorstwa nie odmawiają płacenia wyższych odsetek od zaciągniętego kredytu. Dzieje się tak, ponieważ przedsiębiorstwa mogą przenosić wzrost swoich kosztów finansowych na ceny swoich produktów.

## Zalety racjonowania kredytów
Główną zaletą racjonowania kredytów jest umożliwienie skutecznego kontrolowania podstawowego źródła kreacji pieniądza.

## Wady racjonowania kredytów
- Szkodzi konkurencji między bankami.
- Utrudnia rozwój nowych przedsiębiorstw, uprzywilejowuje duże przedsiębiorstwa, różnicuje przedsiębiorstwa w sytuacji ograniczeń kredytowych.
- Utrudnia utrzymanie równowagi za pomocą stopy procentowej i przeszkadza w ukształtowaniu się jej na wysokości gwarantującej efektywną selekcję inwestycji.